# Seznam dílů seriálu The Defenders
Toto je seznam dílů seriálu The Defenders. Americká akční webová televizní minisérie The Defenders byla zveřejněna na Netflixu.

## Přehled řad
| Řada | Díly | Premiéra na Netflixu |
| ---- | ---- | -------------------- |
| 1    | 8    | 18. srpna 2017       |

## Seznam dílů
| Č. v seriálu | Původní název         | Český název      | Režie                 | Scénář                                                 | Premiéra na Netflixu |
| ------------ | --------------------- | ---------------- | --------------------- | ------------------------------------------------------ | -------------------- |
| 1            | The H Word            | Slovo na H       | S.J. Clarkson         | Douglas Petrie, Marco Ramirez                          | 18. srpna 2017       |
| 2            | Mean Right Hook       | Drsný pravý hák  | S.J. Clarkson         | Lauren Schmidt Hissrich, Marco Ramirez                 | 18. srpna 2017       |
| 3            | Worst Behavior        | Nejhorší chování | Peter Hoar            | Lauren Schmidt Hissrich, Douglas Petrie                | 18. srpna 2017       |
| 4            | Royal Dragon          | Královský drak   | Phil Abraham          | Douglas Petrie, Marco Ramirez                          | 18. srpna 2017       |
| 5            | Take Shelter          | Ukryj se         | Uta Briesewitz        | Lauren Schmidt Hissrich, Douglas Petrie, Marco Ramirez | 18. srpna 2017       |
| 6            | Ashes, Ashes          | Popel, popel     | Stephen Surjik        | Drew Goddard, Marco Ramirez                            | 18. srpna 2017       |
| 7            | Fish in the Jailhouse | Ryba ve vězení   | Félix Enríquez Alcalá | Lauren Schmidt Hissrich, Marco Ramirez                 | 18. srpna 2017       |
| 8            | The Defenders         | Defenders        | Farren Blackburn      | Lauren Schmidt Hissrich, Marco Ramirez                 | 18. srpna 2017       |